# Aq Duqar
Aq Duqar (tiếng Ả Rập: أق دوكار) là một ngôi làng Syria nằm ở phó huyện Ayn Halaqim ở huyện Masyaf, Hama. Theo Cục Thống kê Trung ương Syria (CBS), Aq Duqar có dân số 377 trong cuộc điều tra dân số năm 2004.